# Stardust (sonda)
Stardust je americká kometární sonda určená k odběru vzorku prachu z kómy komety 81P/Wild-2 a dalšího prachu mezihvězdného a meziplanetárního původu. Postavila ji firma Lockheed Martin Astronautics (LMA), Denver, CO (USA). Provozovatelem je NASA Jet Propulsion Laboratory (JPL), Pasadena, CA (USA) pro NASA Headquarters, Office of Space Science, Washington, DC (USA).
Hlavním úkolem sondy bylo uskutečnit výzkum komety 81P/Wild-2 a provést sběr prachových částic v meziplanetárním prostoru a při průletu kómou komety a dopravit je k analýze na Zemi.
Sonda je řízena z pozemních středisek v areálu závodu Lockheed Martin Astronautics (LMA), Denver, CO (USA) a střediska NASA Jet Propulsion Laboratory (JPL), Pasadena, CA (USA). Pro spojení se sondou slouží systém stanic DSN (Deep Space Network)

## Popis sondy
Sonda sestávala původně ze dvou stavebních částí, z mateřské sondy a z návratového pouzdra.

### Mateřská sonda

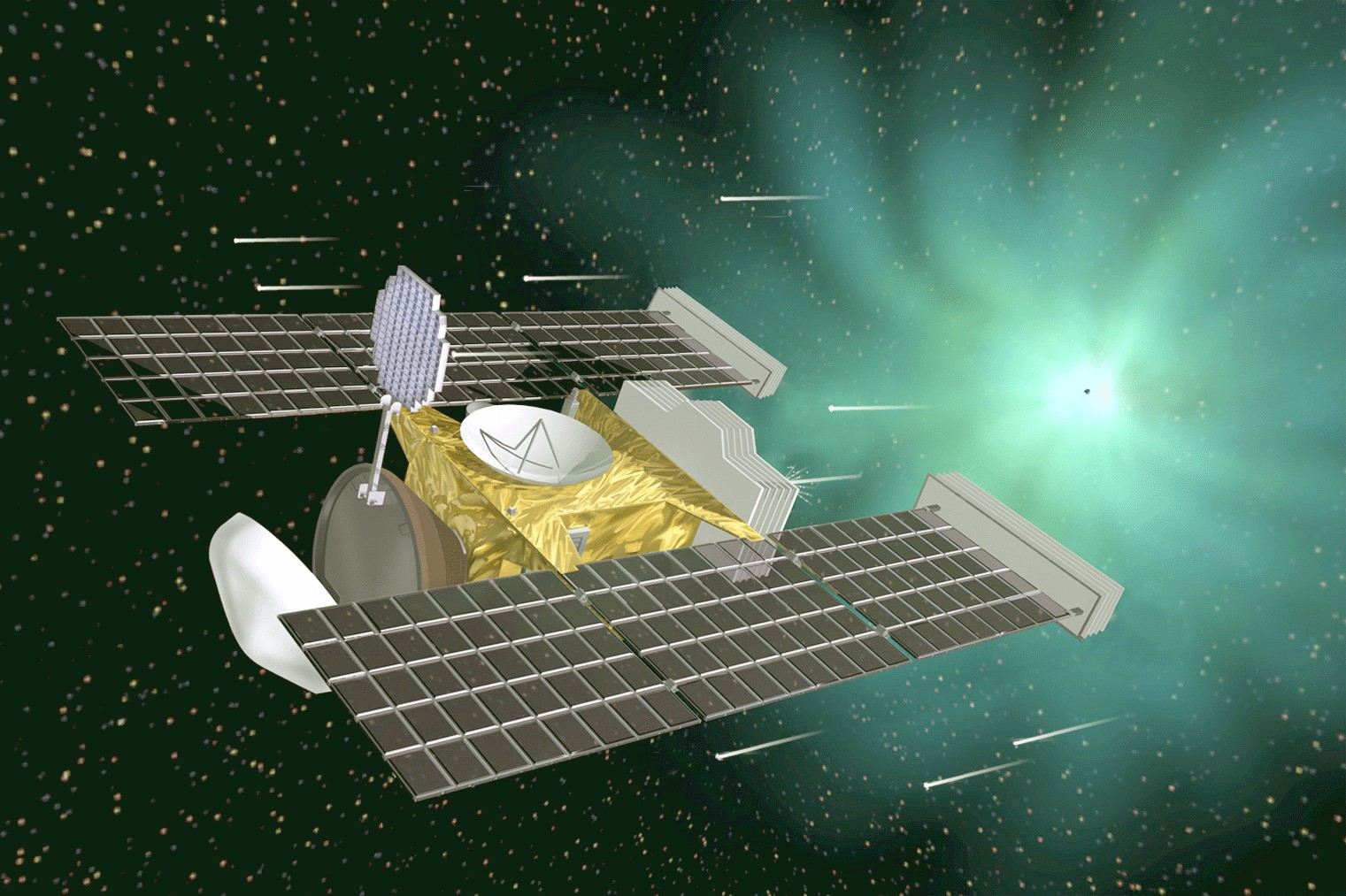
Umělecké ztvárnění sondy Stardust (obrázek NASA)

Hlavní tělo sondy typu SpaceProbe o rozměrech 1,7×0,66×0,66 m, kryté protimeteorickým štítem Whippleova typu, je vybaveno dvěma paralelními panely slunečních baterií o celkové ploše 6,6 m2, též na přední hraně opatřenými menšími protimeteorickými štíty, dobíjejícími jednu nikl-hydridovou akumulátorovou baterii s kapacitou 16 Ah. Telekomunikační systém pracující v pásmu X (8 GHz, výkon polovodičového zesilovače 15 W, rychlost přenosu 40 až 4000 bit/s) využívá především antény se středním ziskem; parabolické antény o průměru 0,6 m bylo využito jen během průletu kolem komety. Dále nese 3 všesměrové antény pro spojení v blízkosti Země. Palubní počítač s procesorem RAD6000 využívá větší části operační paměti (RAM) o kapacitě 128 Mbyte pro ukládání naměřených dat. Pro korekce dráhy a rotační manévry slouží 8 motorků na jednosložkové kapalné pohonné látky (KPL) (hydrazin) o tahu 4,4 N; pro stabilizaci slouží 8 motorků o tahu 0,9 N. Celková zásoba KPL činila na počátku letu 85 kg. Orientační systém využívá dvou redundantních inerciálních plošin s laserovými gyroskopy a akcelerometry, hvězdnou kameru a dva detektory Slunce.
Na palubě sondy jsou rovněž dva mikročipy, na nichž jsou vyleptána jména 58 214 obětí vietnamské války a dalšího více než miliónu lidí, kteří o to požádali prostřednictvím Internetu.
Na sondě jsou umístěny následující vědecké experimenty, na jejichž přípravě se podíleli i němečtí a britští vědci: 
- dva sběrače ADC (Aerogel Dust Collectors) prachových částic rozměrů od 1 do 100 µm, a to:
  - sběrač kometárního prachu tvořený 132 bloky aerogelu o rozměrech 20×40×30 mm v hliníkových nosičích, s celkovou aktivní plochou 1050 cm2;
  - sběrač meziplanetárního a mezihvězdného prachu tvořený 132 bloky aerogelu o rozměrech 20×40×10 mm v hliníkových nosičích, s celkovou aktivní plochou 1050 cm2;
- analyzátor prachových částic CIDA (Comet and Interstellar Dust Analyzer) tvořený hmotovým spektrometrem;
- detektor prachových částic DFM (Dust Flux Monitor), který tvoří:
  - dva foliové detektory pro menší částice;
  - dva vibrační senzory pro větší částice;
- navigační kamera s osmipolohovým karuselem s filtry a detekčním prvkem typu CCD s maticí složenou z 1024×1024 bodů (rozlišení 6 m/100 km).

### Návratové pouzdro
Pro dopravu bloků aerogelu na Zemi byla sonda vybavena neřízeným návratovým pouzdrem SRC (Sample Reentry Capsule) o hmotnosti 45,7 kg, průměru 0,81 m a výšce 0,5 m, chráněným ablativním tepelným štítem z grafit-epoxidového kompozitního materiálu krytého uhlíkatým ablátorem syceným fenolovou pryskyřicí. Pro přistání sloužily malý stabilizační padák a hlavní padák o průměru 8,2 m, zajišťující přistání na Zemi rychlostí do 4,5 m/s. Pro lokalizaci je vybaven UHF radiomajákem napájeným chemickou baterií s životností 20 hodin.

## Průběh letu

### Start
Sonda vzlétla 7. února 1999 ve 21:04:15 světového času (UT) z rampy SLC-17A kosmodromu Eastern Test Range na Floridě na nosné raketě typu Delta II 7426 (výr. č. 266) a ve 21:31:34 UT byla navedena na únikovou dráhu ze zemského gravitačního pole.

### Meziplanetární přelet
V průběhu meziplanetárního přeletu, který trval celkem tři oběhy kolem Slunce, motory sondy uskutečnily celou řadu korekčních manévrů. V období od února do dubna roku 2000 sonda aerogelovým sběračem shromažďovala vzorky prachových částic mezihvězdného původu, neboť v té době letěla proti směru pohybu Sluneční soustavy naší Galaxií.
Při testování navigační kamery bylo zjištěno zamlžení její optiky kondenzovanou vlhkostí, která zůstala mezi čočkami jejího objektivu zřejmě ještě z výroby. Dlouhodobým natočením sondy do takové orientace, aby kamera byla zahřívána Sluncem, se tuto závadu z větší části podařilo odstranit.
Ve dnech 9. a 10. listopadu 2000 zasáhl sondu mimořádně silný výron nabitých části z erupce na Slunci, při kterém se zvýšila úroveň radiace přibližně stotisíckrát. V důsledku toho byly zmateny detekční prvky CCD navigační kamery a palubní počítač po zjištění závady sondu převedl do nouzového režimu. I tuto závadu se podařilo technikům v řídicím středisku na dálku zvládnout.

### Gravitační manévr u Země
Aby bylo možno dosáhnout cílové komety, uskutečnil se 15. ledna 2001 gravitační manévr u Země. Sonda prolétla v 11:14.28 UT nejnižším bodem (perigeem) hyperbolické dráhy ve výši 6008 km nad zemským povrchem. Gravitační manévr zvýšil rychlost sondy a změnil původní heliocentrickou eliptickou dráhu s perihelem 0,9562 astronomických jednotek (AU), afelem 2,2163 AU a sklonem k ekliptice 0,009° na protáhlejší elipsu 0,9832 – 2,8248 AU. Sklon roviny dráhy sondy se zvýšil na 3,696° a doba oběhu sondy kolem Slunce se prodloužila ze 740,4 na 959,6 dne.
O den později kolem 02:00 UT sonda prolétla ve vzdálenosti 98 tisíc kilometrů od povrchu Měsíce. Toho bylo využito k pořízení 25 snímků jeho povrchu pro vyzkoušení, jak se podařilo odstranit závadu na optice navigační kamery.

### Průlet kolem planetky Annefrank

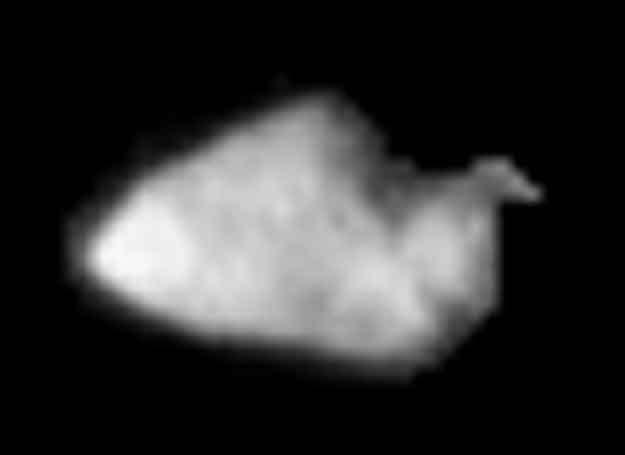
Planetka Annefrank

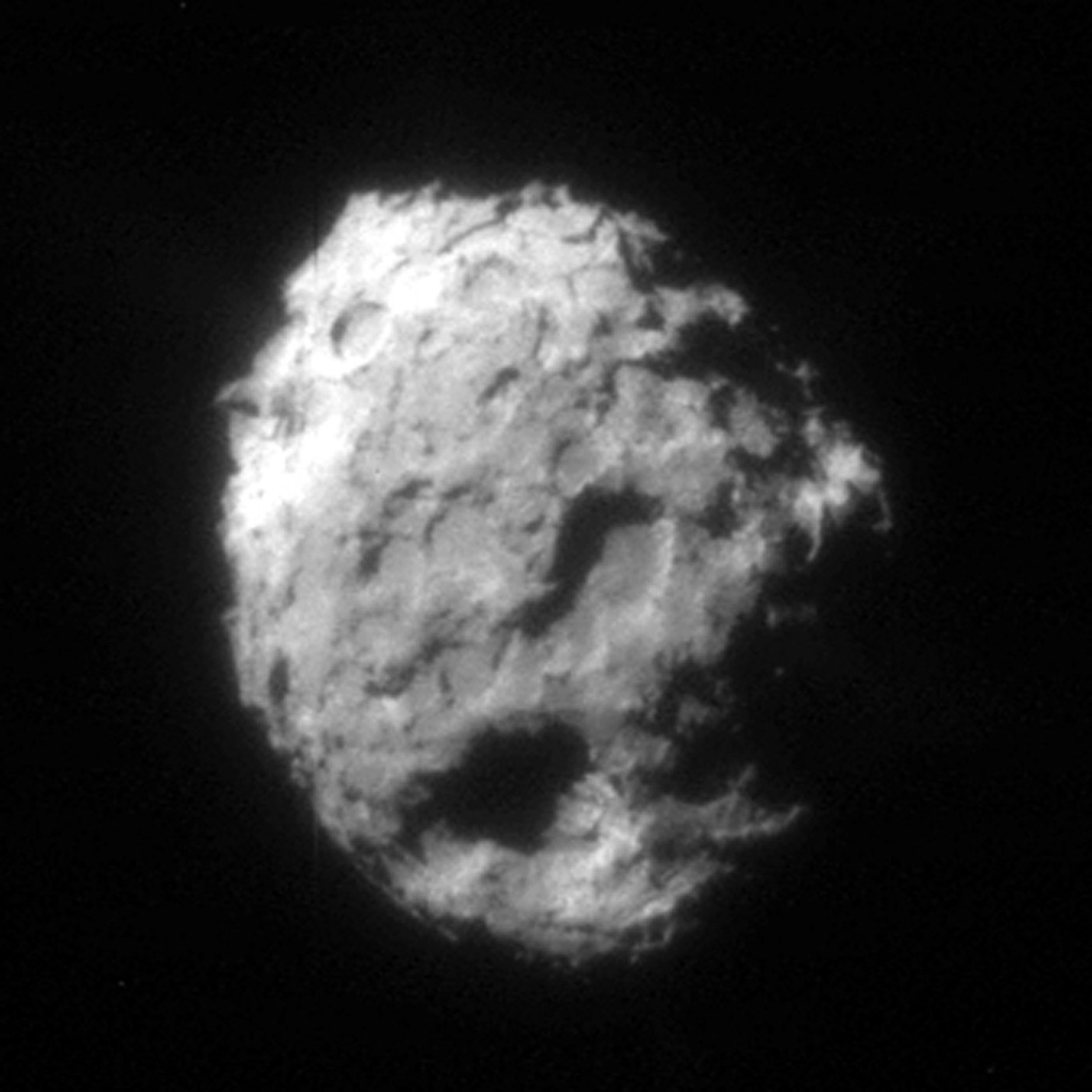
Kometa Wild 2

Od srpna do prosince 2002 pokračovala sonda ve sběru mezihvězdného prachu. Celkem během mise byla tato látka sbírána po dobu 195 dní.
Dne 2. listopadu 2002 v 04:50 UT prolétla sonda rychlostí 7 km/s ve vzdálenosti asi 3300 km kolem planetky (5535) Annefrank. Přibližně půl hodiny během největšího přiblížení pořídila několik desítek snímků tohoto tělesa, které byly později odeslány na Zemi.

### Průlet kolem komety Wild 2
První snímky hlavního cíle letu, komety Wild 2, pořídila navigační kamera sondy již 13. listopadu 2003 ze vzdálenosti 25 mil. km.
Vlastní průlet komou komety, během něhož byl opět vysunut aerogelový sběrač prachu, se uskutečnil 2. ledna 2004. K největšímu přiblížení k jádru komety na vzdálenost 236 km došlo v 19:40:35 UT rychlostí 6,1 km/s. Sonda se v té době nacházela ve vzdálenosti 1,86 AU od Slunce a 2,6 AU od Země. Předběžně se předpokládá, že množství zachycených prachových částic v aerogelu může činit asi 1 miligram. Kromě sběru prachu sonda pořídila 72 snímků jádra komety. Jádro o průměru přibližně 5 km je poměrně kompaktní a na jeho velmi zbrázděném povrchu se vyskytují kopečky vysoké až 100 m a krátery o hloubce přes 150 m. Sonda proletěla třemi plynoprachovými výtrysky, přičemž 12 kometárních částic prorazilo ochranný štít sondy. Přístroj CIDA také okamžitě analyzoval jiné částice kometárního prachu hmotnostním spektrometrem a detektory DFM registrovaly jejich četnost.

### Přistání návratového pouzdra
Přistávací manévr se uskutečnil 15. ledna 2006. V 05:58 UT se kuželovité přistávací pouzdro ve vzdálenosti 110 tisíc kilometrů od Země oddělilo od mateřské části sondy, která čtvrt hodiny poté uskutečnila úhybný manévr, aby nevlétla společně s pouzdrem do atmosféry Země, kde by shořela. Přibližně čtyři hodiny po rozdělení sondy, v 09:57 UT, vstoupilo návratové pouzdro ve výši 125 km nad Zemí do zemské atmosféry, která je začala intenzívně brzdit. Návratové pouzdro vstupovalo do atmosféry rychlostí 12,9 km/s a stalo se tak nejrychlejším vracejícím se lidským výtvorem. Přetížení přitom vzrostlo přibližně na 38G. O dvě minuty později se otevřel stabilizační a v 09:59 UT i hlavní padák.
K vlastnímu přistání došlo ve vojenském výcvikovém prostoru Utah Test and Training Range poblíže Salt Lake City ve státě Utah v 10:10 UT (03:10 místního času MST). Přistávací oblast, nacházející se v oblasti Dugway Proving Ground, bývalé střelnice pro zkoušky chemických a bakteriologických zbraní, měla tvar elipsy o rozměrech 44 × 76 km. Pouzdro se po přistání nejméně třikrát odrazilo od země, než se úplně zastavilo.

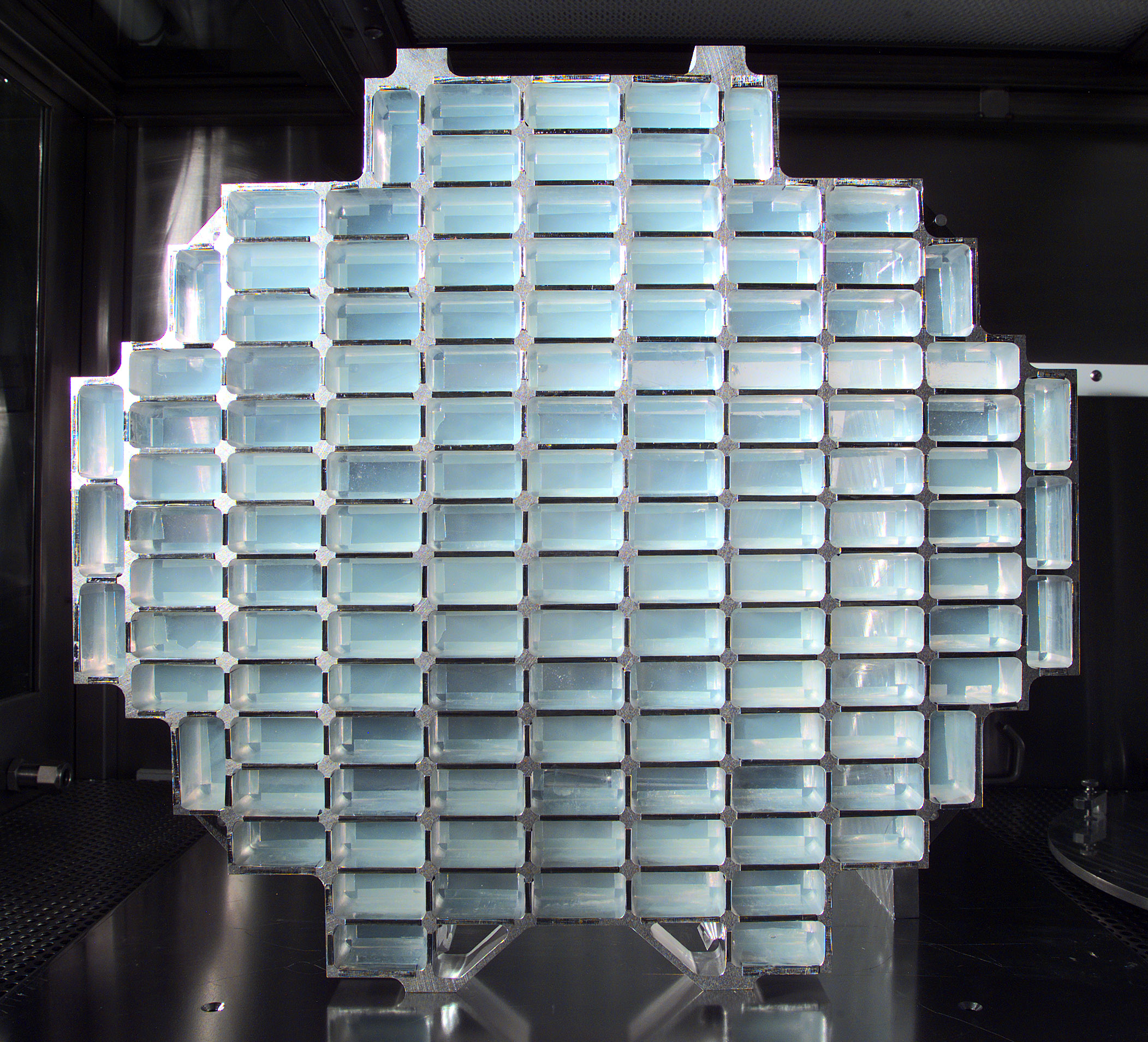
Aerogelové sběrače prachu

Pro vyhledání pouzdra byly vyčleněny tři vrtulníky, které až do okamžiku přistání z bezpečnostních důvodů vyčkávaly mimo oblast přistání. První z nich s ženisty na palubě lokalizoval odhozený padák v 10:44 UT a v 10:48 UT přistála u vlastního pouzdra. Ženisti poté prozkoumali bezprostřední okolí pouzdra, zda se zde nevyskytuje nevybuchlá munice. Teprve poté přistály zbývající dva vrtulníky. Po fotodokumentaci a očištění bylo pouzdro ve 12:03 UT dopraveno do provizorní laboratoře zřízené na základně armádního letectva Michael Army Air Field k prvotní inspekci, vypojení palubních systémů a zabezpečení aerogelových sběračů prachu.

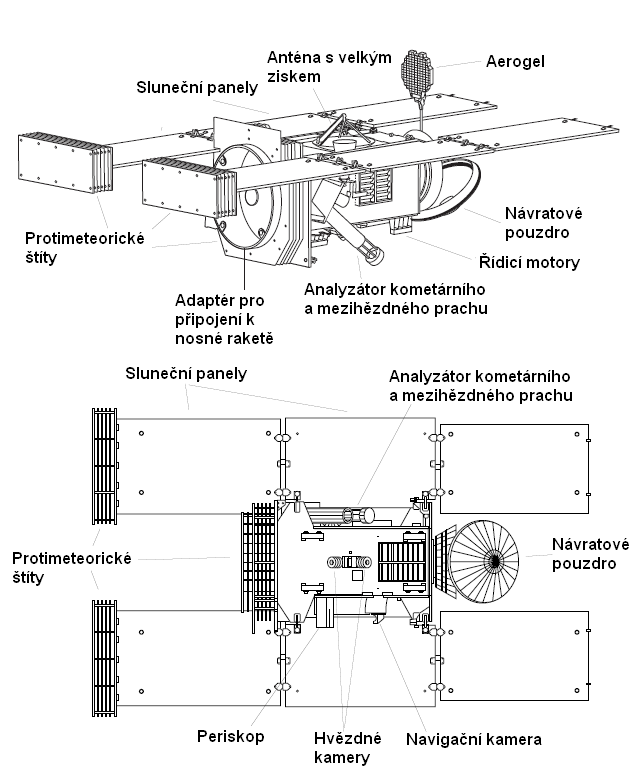
Nákres sondy

Plánuje se nyní převoz do laboratoří v Johnsonově vesmírném středisku, Houston, Texas.
Celková délka mise pouzdra od startu do přistání měřila 4,63 miliardy kilometrů (Tm) (30,94 AU), z toho dráha od Země ke kometě byla 3,41 Tm (22,79 AU) dlouhá, od komety zpět k Zemi jen 1,22 Tm (8,15 AU).

## Pokračování letu mateřské sondy
Mateřská sonda po odhození návratového pouzdra minula Zemi a vrátila se opět do meziplanetárního prostoru. Sonda byla dále využita v rámci programu Discovery pro projekt New Exploration of Tempel 1 (NExT). V průběhu této mise bude znovu, po sondě Deep Impact, mapovat jádro komety Tempel 1. Snímkování jádra komety proběhlo 14. února 2011. Jde o vůbec první opakovaný výzkum komety v průběhu několika let. U komety Tempel 1 se podařilo získat ve vzdálenosti 170 - 180 km 70 snímků a odeslat je na Zem. V té době byla od Země vzdálena 336 milionů km.

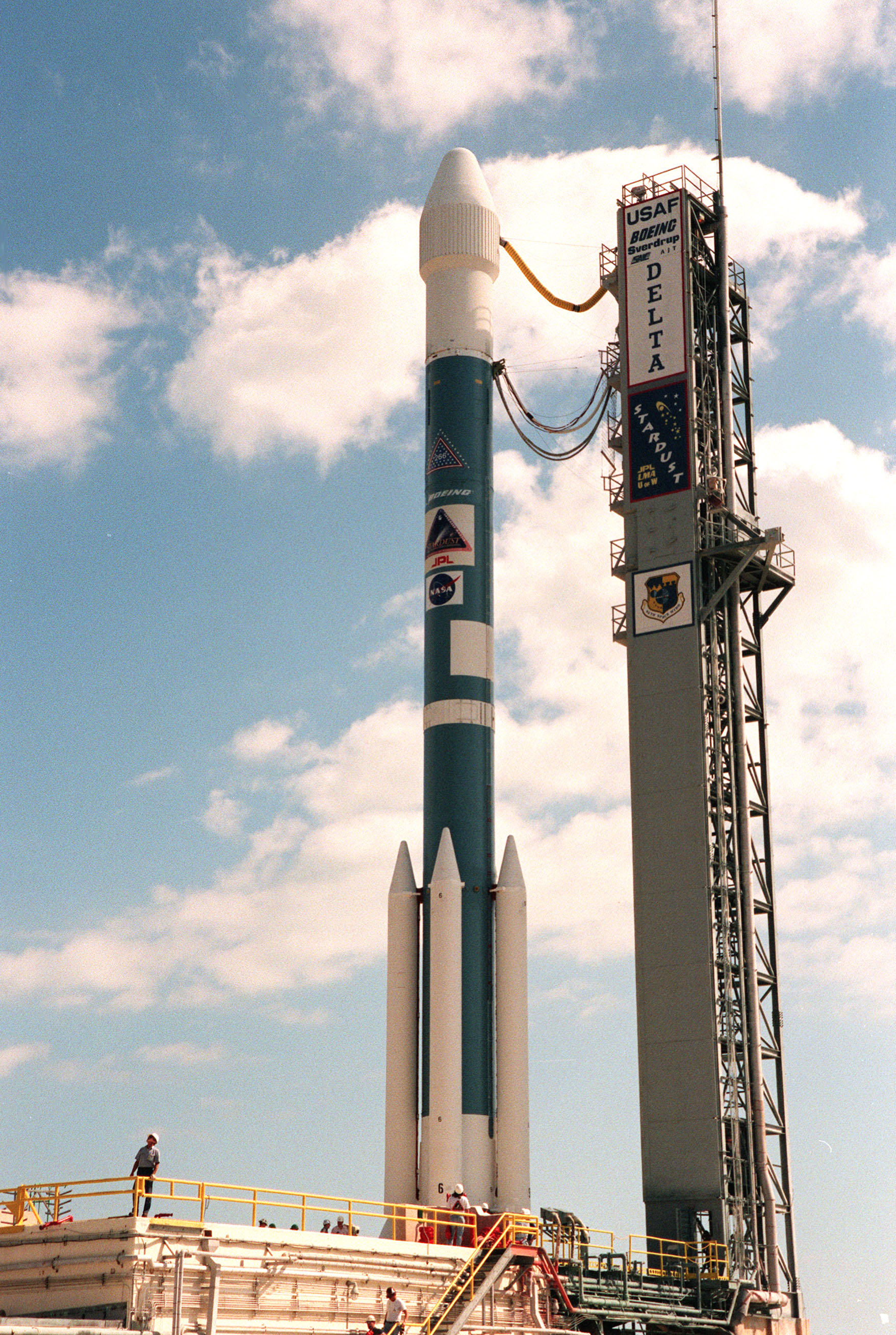
Delta 7426 se sondou Stardust

## Původ jména sondy
Anglický název sondy Stardust znamená v češtině Hvězdný prach.